# Balthasar Kademann
Balthasar Kademann, auch Balthasar Cademan, Balzer Cademan, Cadman oder Cateman (* 28. Januar 1533 in Ortrand; † 17. Oktober 1607 in Pirna) war ein deutscher lutherischer Theologe, kurfürstlich-sächsischer Hofprediger, Superintendent von Pirna und Gegner des Kryptocalvinismus.

## Leben
Geboren als Sohn des gleichnamigen Tuchmachers und Bürgers in Ortrand, besuchte er von 1545 bis 1549 die Fürstenschule Sankt Afra in Meißen unter dem Rektor Georg Fabricius mit einem kurfürstlichen Stipendium. In dieser Zeit fertigte Matthias Marcus Dabercusius (1508–1572) eine Übersetzung von Xenophons Kyrupädie aus dem Griechischen ins Latein an. Diese ist nur in der handschriftlichen Niederschrift Balthasar Kademanns überliefert und wird in der Anna-Amalia-Bibliothek Weimar aufbewahrt.
Nach dem Abgang von St. Afra immatrikulierte sich Balthasar Kademann 1549 an der Universität Leipzig, wo er bei Joachim Camerarius dem Älteren studierte. Ab 1553 war er Schulrektor in Liebenwerda und ab dem 2. Oktober 1556 wieder Student, diesmal an der Universität Wittenberg bei Philipp Melanchthon. Am 16. Februar 1557 wurde er unter dem Dekan Heinrich Paxmann an der Philosophischen Fakultät zum Magister promoviert und ging als Schulrektor nach Bautzen. Bei einer Durchreise besuchte ihn dort 1559 sein früherer Lehrer Philipp Melanchthon.
Nach einigen Jahren der Lehrtätigkeit erfolgte 1563 in Wittenberg seine Ordination durch Paul Eber. Es schloss sich zunächst eine Diakonenstelle in seiner Heimatstadt Ortrand an, bevor er 1567 als Pfarrer nach Langhennersdorf bei Freiberg wechselte. Ab 1575 war er Pfarrer in Böhmisch Kamnitz und ab 1576 Hausprediger bei einem Adligen in Dresden. Am 18. Januar 1579 lud Kurfürst August von Sachsen Balthasar Kademann dazu ein, Hofprediger in Dresden zu werden, was dieser im selben Jahr annahm.
Kademann vertrat die lutherische Orthodoxie im Streit mit den Kryptocalvinisten, was ihn bei Kurfürst August in hohe Gunst brachte. Er unterschrieb die Konkordienformel von 1577. Mit dem Tod des Kurfürsten und dem Amtsantritt seines Sohnes Christian I. spitzte sich der Konflikt zwischen orthodoxen Lutheranern und Kryptocalvinisten zu. Maßgeblich daran beteiligt war Kanzler Nikolaus Krell. Aus diesem Grund wurde Kademann 1587 auf die Superintendenturstelle in Pirna, die er bis an sein Lebensende versah, weggelobt. Jedoch erfolgte 1591 seine Amtsenthebung im Zusammenhang mit den laufenden religiösen Auseinandersetzungen, und er musste die Stadt Pirna mitsamt seiner Familie verlassen. Der designierte Nachfolger hatte die Stelle noch nicht angetreten, als Christian I. starb und Kademann in seine Superintendentur zurückkehren konnte.

## Familie
Balthasar Kademann war dreimal verheiratet und hatte insgesamt 19 Kinder. Der Name seiner ersten Frau ist unbekannt. Mit ihr war er vier Jahre verheiratet und hatte einen Sohn und eine Tochter, von denen nur die Tochter das Kindesalter überlebte. Mit seiner zweiten Frau, ebenfalls unbekannten Namens, war er ein Jahr lang verheiratet und hatte einen Sohn, der bereits früh verstarb. Seine dritte Frau, Margaretha Treutter (oder Treutler), war die Tochter des Amtsschössers in Meißen. Mit ihr war er 39 Jahre verheiratet und von ihren 9 Söhnen und 7 Töchtern überlebten 6 Söhne und 4 Töchter den Vater. Unter anderem waren dies:
- Margaretha (* um 1561), heiratete im Juni 1581 Melchior Kittel in Glashütte
- Catharina (* um 1562/63), heiratete am 12. September 1581 in Dresden Georg jun. Wagner, damals Pfarrer in Rackau/Niederlausitz, später in Pappendorf bei Freiberg; eine To. aus dieser Ehe war Barbara, verheiratet mit David sen. Schirmer, einem Neffen des Freiberger Superintendenten Abraham Gensreff und Amtsnachfolger seines Schwiegervaters als Pfarrer in Pappendorf; beide hatten u. a. den Sohn David Schirmer[7], sächs. Hofbibliothekar und Barockdichter
- Paulus (* um 1565 in Ortrand), 1578–85 Fürstenschule St. Afra, hat unter Kurfürst August ab 30. April 1585 jährlich 100 Gulden zum Studieren bekommen
- Dorothea (* um 1567), heiratete 1587 Melchior Trost, kurfürstlicher Büchsenmeister und Bergschreiber zu Torgau
- Heinrich (* um 1576; † 1. Januar 1633 in Zittau), 1589–93 Fürstenschule St. Afra, Apotheker, Reisen nach Dänemark und in andere Länder, Bürger in Zittau, Wohnhaus in der Neustadt, heiratete am 13. Februar 1607 Ursula geb. Rößler, die Witwe des Zittauer Diakons Wolfgang Scharschmidt
- Anna (* um 1574–80, fehlt bei J. A. Gleich), heiratete 1598 den Pirnaer Bildhauer David Schwenke[8]
- Georg (* 12. Oktober 1580 in Dresden; † 7. Dezember 1633 in Oschatz), 1593–99 Fürstenschule St. Afra, Mag. phil., 1605–08 adjungierter Pastor bei seinem Vater in Pirna, 1608–10 Pfarrer in Radeburg, 1610-17 Superintendent zu Bischofswerda und ab 1617 Superintendent in Oschatz, verheiratet mit Magdalena Zimler († 1679), Tochter des Pirnaer Stadtrichters Caspar Zimler; Söhne aus dieser Ehe sind unter anderem August sen. und Johann Georg, beide Pfarrer
- Christina (* 1582), getauft in der Schlosskapelle Dresden, Taufzeuge war Kurprinz Christian (später Kurfürst Christian I.) und die zwei Prinzessinnen Dorothea und Anna; sie heiratete einen Ratsherrn aus Pirna
- Christian (* um 1585 in Dresden; † 1633, fehlt bei J. A. Gleich), 1607 Hospitalprediger in Pirna[9]
- Friedrich (* 18. August 1585), Taufzeugin war Kurprinzessin Sophia, ab 1595 Fürstenschule Schulpforta, Kantor in Budissin (Bautzen), später Politicus in Budissin
- August (oder August Johann) (* um 1586), 1598–1604 Fürstenschule St. Afra, Dr. phil. und med., Medicus Ordinarius zu Grimma, später in Wurzen, früh verstorben

Viele seiner Söhne, Enkel und Urenkel wurden Pfarrer und auch Superintendenten, während seine Töchter in bürgerliche Kreise in Pirna und Umgebung oder in Pfarrhaushalte in Sachsen einheirateten.
Seine Kinder stifteten ihm ein lebensgroßes Epitaph, das 1611 vermutlich von seinem Schwiegersohn David Schwenke geschaffen wurde und nach einer Versetzung heute im Eingangsbereich der Stadtkirche St. Marien in Pirna steht.